# Вітольдув (Великопольське воєводство)
Вітольдув (пол. Witoldów) — село в Польщі, у гміні Желязкув Каліського повіту Великопольського воєводства.
У 1975-1998 роках село належало до Каліського воєводства.